# La Pedrera kommun
La Pedrera är en corregimientos departamentale i Colombia.   Den ligger i departementet Amazonas, i den sydöstra delen av landet, 800 km sydost om huvudstaden Bogotá. Antalet invånare är 3 711.